# Lansing, Kansas
Lansing är en stad (city) i Leavenworth County, i delstaten Kansas, USA. Enligt United States Census Bureau har staden en folkmängd på 11 385 invånare (2011) och en landarea på 32,1 km².